# Amarynthis conflata
Amarynthis conflata är en fjärilsart som beskrevs av Hans Ferdinand Emil Julius Stichel 1910. Amarynthis conflata ingår i släktet Amarynthis och familjen Riodinidae. Inga underarter finns listade i Catalogue of Life.